# Google Store
Google Store – sklep internetowy ze sprzętem komputerowym, którego oferta obejmuje urządzenia z serii Google Pixel, Google Nest, zestaw startowy Stadii, przystawki Chromecast oraz akcesoria takie jak słuchawki, etui na telefon, ładowarki i klawiatury. Sprzedawano tam również urządzenia z serii Google Nexus, do czasu ich zastąpienia przez rodzinę Pixel. Google Store oferuje produkty zaprojektowane przez Google lub stworzone przy współpracy z tą firmą. Sklep został zaprezentowany 11 marca 2015 i zastąpił sekcję Urządzenia (ang. Devices) w innym serwisie firmy: Google Play. Sklep nadzoruje Ana Corrales, która jest również dyrektorem operacyjnym działu sprzętu konsumenckiego Google. Od 7 maja 2024 Google Store dostępny jest w Polsce.
Google Store prowadzi także dwa sklepy stacjonarne na terenie Nowego Jorku: jeden na Manhattanie, drugi w Brooklynie.

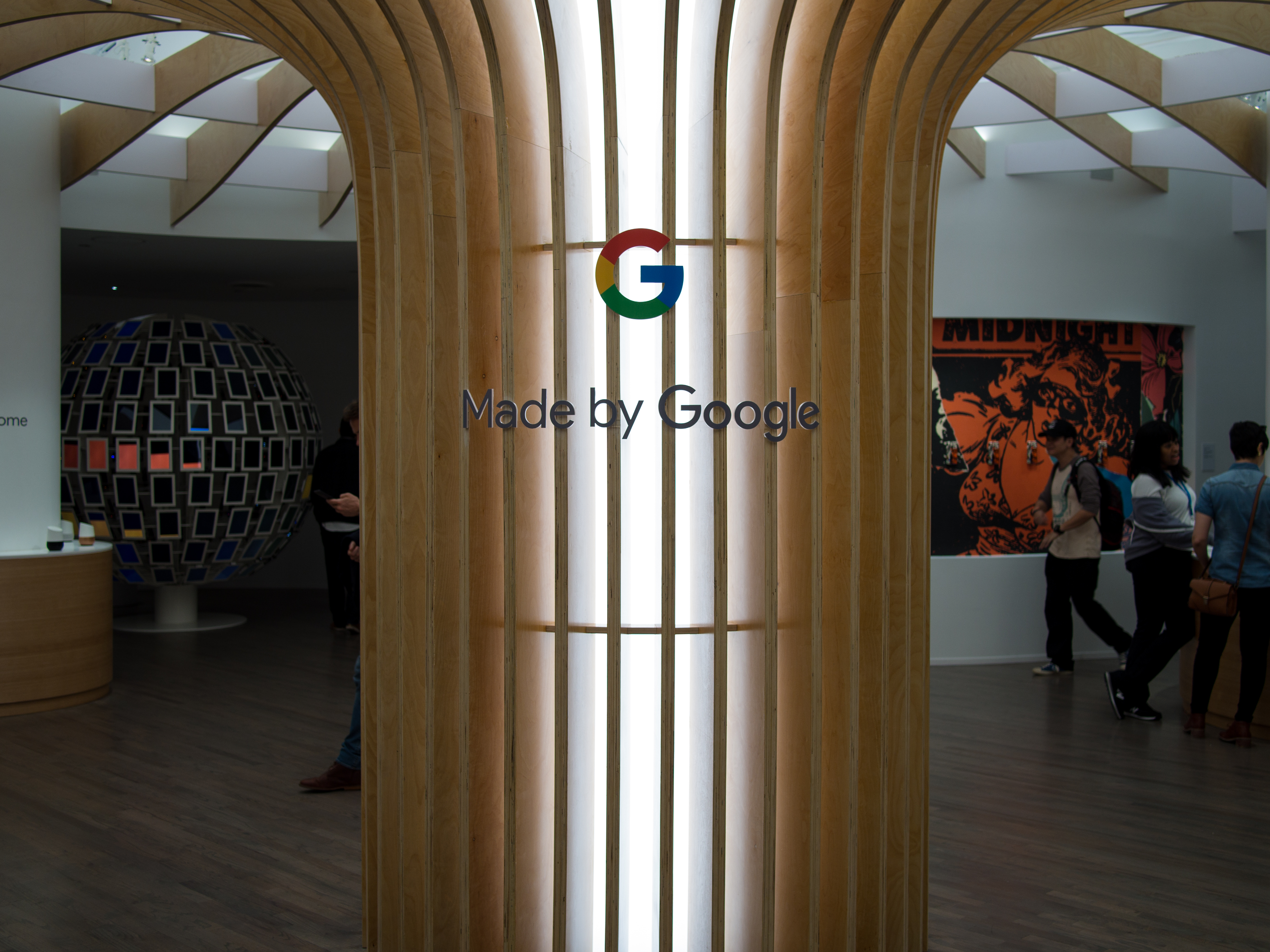
Wnętrze sklepu stacjonarnego na Manhattanie

## Nagrody
Sklep w 2016 roku otrzymał nagrodę Webby Award w kategorii „Websites and Mobile Sites Consumer Electronics”.